# Повість про двох солдатів
«Повість про двох солдатів» — радянсько-болгарський художній фільм 1976 року, знятий режисером Загідом Сабітовим на кіностудії «Узбекфільм».

## Сюжет
1943 рік. Друга світова війна. Старшому сержанту Максудову і зв'язковому Закірову, який потрапив у полон, вдається втекти з Німеччини до Болгарії. Але тут Закіров потрапляє до в'язниці, а Максудову вдається втекти від погоні та приєднатися до болгарських партизан. І лише після звільнення Болгарії герої, нарешті, зустрілися знову і продовжили боротьбу з фашистами у лавах Червоної Армії.

## У ролях
- Бахтійор Іхтіяров — Ахмад Максудов
- Рустам Сагдуллаєв — Рахім Закіров
- Нікола Ханджийскі — Трайчо, гончар (дублював Юрій Саранцев)
- Олена Димитрова — Тонка
- Найчо Петров — Нікола, дід Тонки
- Цветана Островська — мати Тонки
- Рачко Ябанджиєв — Ангел Асенов Павлов
- Георгі Черкелов — Винярський
- Антон Горчев — Павло (дублював Олексій Сафонов)
- Іван Гайдарджиєв — сторож (дублював Євген Шутов)
- Юрій Пузирьов — начальник в'язниці
- Міхаїл Міхайлов — начальник поліції
- Спас Начев — старший наглядач
- Володимир Прохоров — Черних
- Володимир Дутов — роль другого плану
- Г. Кольцов — роль другого плану
- Артурс Калейс — Рейнднер
- І. Хенков — роль другого плану
- Калчо Калчев — бранець
- Хрісто Рашков — роль другого плану
- Нікола Марінов — роль другого плану
- В. Бережнов — німецький офіцер
- Г. Попов — роль другого плану
- К. Іскалієв — роль другого плану
- Петар Славов — роль другого плану
- Іван Атанасов — роль другого плану
- Улдіс Лієлдіджс — есесівець (дублював Анатолій Ромашин)
- Максуд Мансуров — полонений
- Регіна Разума — есесівка
- Віктор Павленко — німецький офіцер

## Знімальна група
- Режисер — Загід Сабітов
- Сценаристи — Ульмас Умарбеков, Микола Фігуровський
- Оператор — Леонід Травицький
- Композитор — Лариса Критська
- Художник — Валентин Синиченко